# Upadacitinib
L'upadacitinib, venduto con il nome commerciale di Rinvoq, è un farmaco consistente in una molecola che agisce inibendo selettivamente la janus chinasi 1.

## Farmacocinetica
Viene somministrato per via orale e ha una biodisponibilità attorno all'80%; essa è stabile a prescindere dal sesso del paziente, dall'eventuale concomitanza di stati infettivi e dalla presenza di un'insufficienza renale di grado lieve o moderato.

## Efficacia
Nei casi di artrite reumatoide resistente al metotrexato, l'upadacitinib si è rivelato più efficace dell'adalimumab e dell'abatacept nel far regredire i sintomi e i segni radiologici.
Nella spondilite anchilosante si è dimostrato efficace nelle forme resistenti alla terapia antinfiammatoria, anche in assenza di segni clinici radiologici manifesti.
Nella dermatite atopica, è efficace sia se somministrato da solo, sia in associazione con un corticosteroide ad applicazione locale.
Nella rettocolite ulcerosa, il trattamento con upadacitinib porta a fasi di remissione clinica più frequenti di quelle osservate con l'assunzione del placebo. Nel 2022, sulla base di queste evidenze, la Food and Drug Administration ha indicato l'uso dell'udapacitinib per il trattamento della rettocolite ulcerosa.